# Rheinau (Szwajcaria)
Rheinau (gzu. Riinau) – miasto i gmina (Politische Gemeinde) w północnej Szwajcarii, w kantonie Zurych, w okręgu (Bezirk) Andelfingen. Leży nad Renem.
Na wyspie na Renie znajdują się zabudowania istniejącego tu od VIII do XIX w. klasztoru Rheinau, w których od połowy XIX w. do końca XX w. znajdowała się klinika psychiatryczna.

## Demografia
W Rheinau mieszka 1285 osób. W 2021 roku 18,8% populacji gminy stanowiły osoby urodzone poza Szwajcarią.